# Ion Oargă Cloșca
Ion Oargă (n. 1747, Cărpiniș, Alba – d. 28 februarie 1785, Alba Iulia), poreclit Cloșca, a fost împreună cu Horea și Crișan lider al răscoalei de la 1784.

## Date biografice
Ion Oargă (Cloșca) s-a născut in 1747 în Cărpiniș, Alba. 
Era mic de statură, inteligent, concentrat și curajos. Porecla de „Cloșca” i se trage de la obiceiul țărănesc de a da în glumă diferite nume consătenilor și de la calitatea sa de gospodar harnic care își agonisea avuția. Cloșca a locuit în satul Cărpeniș, județul Alba. A fost căsătorit cu Marina și au avut cinci copii: Iosif, Nicolae, Ioan, Vasile și Ana. De asemenea, el avea și doi frați: pe fratele său îl chema Teodor Oargă, iar pe sora sa, Achimia.
Cloșca era ceva mai înstărit decât Horea, iar casa sa se poate vedea chiar și în zilele noastre pe o coastă de deal, pe partea dreaptă, la nici 50 metri de actualul drum dintre Abrud și Câmpeni.

## Legătura cu răscoala din 1784
La izbucnirea răscoalei, Cloșca avea 37 ani și fusese deja la Viena de trei ori, ducând împreună cu Horea petițiile adresate de țărani împăratului Iosif al II-lea. A fost pe toată durata răscoalei cel mai apropiat colaborator și prieten al lui Horea.
La data de 27 decembrie 1784 a fost capturat, prin trădare, împreună cu Horea, în pădurile din preajma satului Albac (azi comuna Horea, județul Alba). Dus în cetatea Alba Iulia și încarcerat acolo, va fi supus de către tribunalul militar la șase interogatorii, însă el nu va destăinui nimic anchetatorilor săi. Aceștia voiau să afle mai ales modul de organizare a răscoalei, care a cuprins foarte repede mai multe comitate din Ardeal, pentru că voiau să preîntâmpine izbucnirea unei răscoale similare.

## Decesul
A fost executat prin tragere pe roată la 28 februarie 1785 lângă cetatea Alba Iulia, împreună cu Horea. Execuția sa a oripilat prin barbarismul ei întreaga Europă civilizată, Cloșca fiind zdrobit cu 20 lovituri de roată, iar corpul său dezmembrat și expus în diferite locuri unde s-au răsculat moții, cu scopul de a-i îngrozi pe aceștia și pentru a da un exemplu celor ce ar mai fi dorit pe viitor să se mai împotrivească sistemului social inapoiat, feudal, al nobililor maghiari, protejat activ de Samuel von Bruckenthal (lipsă sursă!), Guvernatorul numit de Casa de Habsburg în Transilvania.
Transcris al testamentului lui:
Oargă Ion Cloșca din Cărpiniș. Anii vieții  37. Muerea lui  numele  Mărinca, frate-său Orga Tudor, sora Aximie.   …   Moșii zălojite   -  La Miera Simeon din Cărpiniș pe locul de la făntănă numărături  -  28, la Miera Iacov pe locul de lângă Benea Precup  -10  17, pe locul de la Miera Măriean  - 10. Tot laolaltă să țin aceste dăraburi de loc. Pe locul de la Popa Avram miriște din coasă  -  5,  pe locul de la Șoitaș Irimie din față – 6, locul de acasă luat de moșie  -24, locul din vale de la feciorii lui Galdă Văsăi – 50, la birăul satului Miera Onul banii dați împrumut  - 18  18, iar la birău pe fân de an  - 6, la Heteoan Antonie căprari pe fânul din estan  - 14, la Miera Dumitru pe fân de an  - 5 măriași  - 7x. La Bogdan Pătru din Mogoș un galben dat împrumut și am 6 clăi de grâu la el în șură, 16 oi la el în păstorie, 7 miei, 2 feldere de brânză, 4 cupe de unt. La Boian Luca – 5 pătrare de grâu pentru biroul boilor care am dat de au arat. Am acasă 3 clădituri de fân. La Vădan Savu de pe moșie 35 florinți și din aceia să dea lui Vădan Irimie 18 florinți. Ce am la Bărbuț Sîntion din Mogoș las la popa Vasilie să mă pomenească. Locul Dealul Albii las lui frate – mieu.
Acestea mai sus scrise am primit din gura lor eu Popa Nicolae Raț, paroh Maierii Bălgradului, neunit!

## Galerie de imagini

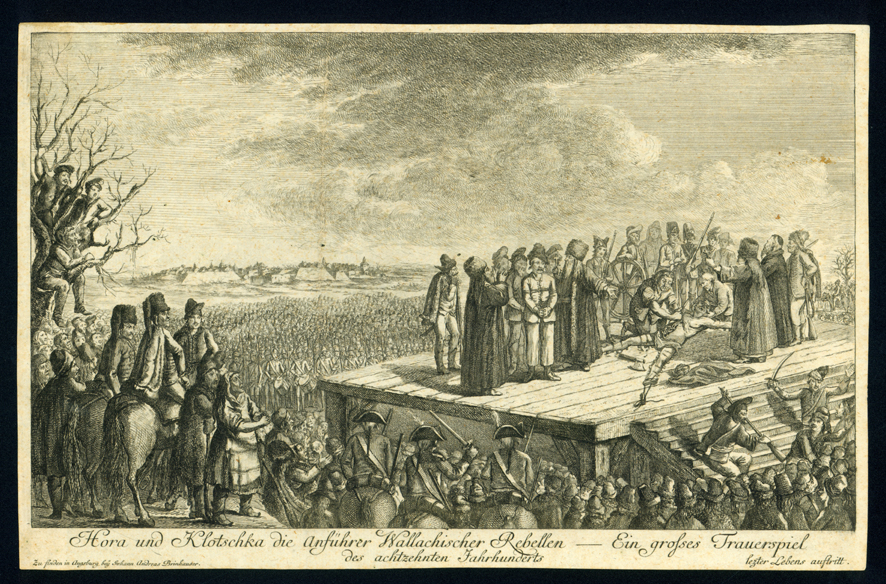
Executarea lui Cloşca (1785)